# Drottning Ulrika Eleonora (Schiff)
Die Drottning Ulrika Eleonora war ein 84-Kanonen-Linienschiff der schwedischen Marine, das von 1719 bis 1765 in Dienst stand.

## Geschichte
Die spätere Drottning Ulrika Eleonora wurde 1709 von dem Schiffbaumeister Charles Sheldon auf der Marinewerft in Karlskrona als 60-Kanonen-Linienschiff auf Kiel gelegt. Der Entwurf des Schiffes basierte auf dem des 64-Kanonen-Linienschiffes Prins Carl Fredrik, dem Flaggschiff von Admiral Claes Sparre, welches aber wegen seiner Eigenschaften von diesem bemängelt wurde. 1713 ordnete der schwedische König Karl XII. an, den Bau des Schiffes zugunsten von zwei großen Fregatten einzustellen.
Im Jahr 1718, in der Endphase des Großen Nordischen Krieges (1700–1721), verstarb Karl XII. bei der Belagerung von Frederikshald und es wurde anschließend entschieden den Bau der späteren Drottning Ulrika Eleonora wieder aufzunehmen. Des Weiteren operierte eine britische Flotte zur Unterstützung Schwedens in der Ostsee. Die Schweden, darunter Admiral Sparre, waren von den britischen Kriegsschiffen beeindruckt, die sie aus nächster Nähe studieren und mit ihren eigenen Schiffen vergleichen konnten. Vor diesem Hintergrund wurde beschlossen, dass das neue Linienschiff auf dem 80-Kanonen-Linienschiff Dorsetshire (Stapellauf 1694, Rebuild 1712), dem britischen Flaggschiff von Rear-Admiral Hobson, basieren sollte und der Entwurf entsprechend geändert.
Der Stapellauf und die Taufe der Drottning Ulrika Eleonora erfolgte am 15. Maijul. / 26. Mai 1719greg.. Zwischen 1730 und 1733 wurde das Schiff grundüberholt (Rebuild).
Im Jahr 1744 war die Drottning Ulrika Eleonora Flaggschiff des schwedischen Geschwaders das die preußische Prinzessin Luise Ulrike, die zukünftige Frau den schwedischen Kronprinzen Adolf Friedrich, von Deutschland nach Stockholm brachte.
Das Schiff wurde nach 46 Dienstjahren 1765 außer Dienst gestellt und abgebrochen.

## Technische Beschreibung
Die Drottning Ulrika Eleonora war als Batterieschiff mit drei durchgehenden Geschützdecks konzipiert und hatte eine Länge von 166 Fuß [49,29 Metern] (Geschützdeck), eine Breite von 46 Fuß [13,66 Metern] und einen Tiefgang von 20 Fuß [5,94 Metern]. Sie war ein Rahsegler mit drei Masten (Fockmast, Großmast und Kreuzmast). Lediglich am Kreuzmast befand sich auf der untersten Position (Unterbesansegel) ein Lateinersegel.
Der Rumpf schloss im Heckbereich mit einem Heckspiegel, in den Galerien integriert waren, die in die seitlich angebrachten Seitengalerien mündeten. Diese waren aus Repräsentationsgründen durch zeitspezifische Schnitzereien und Bildhauerarbeiten geschmückt. An der obersten Position des Heckspiegels befanden sich traditionell bis zu drei Hecklaternen. Die Beplankung des Schiffes war kraweel ausgeführt, das heißt, die Enden der Planken stießen stumpf aufeinander, sodass eine glatte Außenfläche entstand.
Die Bewaffnung bestand aus 84 Kanonen.
|        | Unteres Batteriedeck | Mittleres Batteriedeck | Oberes Batteriedeck | Backdeck      | Achterdeck    | Kanonen (Geschossgewicht) |
| ------ | -------------------- | ---------------------- | ------------------- | ------------- | ------------- | ------------------------- |
| Design | 26 × 24-Pfünder      | 24 × 18-Pfünder        | 26 × 8-Pfünder      | 8 × 4-Pfünder | 8 × 4-Pfünder | 84 Kanonen (275,45 kg)    |

## Bemerkungen
1. ↑  Bei der Berechnung der Länge kann es zu unterschieden kommen. Da in der damaligen Zeit ein Fuß, je nach Land, unterschiedliche Längenwerte hatte. Der Stockholmer Fuß (Fot) hatte z. B. eine Länge von 29,69 Zentimeter während der französische Fuß (pied de roi) eine Länge von rund 32,48 Zentimeter hatte.
2. ↑  Bei der Berechnung des Gewichtes einer Breitseite kann es zu Unterschieden kommen, da in der damaligen Zeit ein Pfund, je nach Land, unterschiedliche Gewichtswerte hatte. Das schwedische Skålpund hatte z. B. ein Gewicht von 425,07 Gramm, während das englische Pound ein Gewicht von 453,592 Gramm hatte.

## Ähnliche Schiffe
- Cumberland – englisches 80-Kanonen-Linienschiff (1695–1733)
- Nord-Adler-Klasse – Klasse von drei russischen 88-Kanonen-Linienschiffen (1720–1740)
- Princess Amelia – britisches 80-Kanonen-Linienschiff (1757–1788)